# Bộ Ngoại giao (Malaysia)
Bộ Ngoại giao Malaysia (tiếng Mã Lai: Kementerian Luar Negeri Malaysia) là một bộ thuộc Nội các với chức năng quản lý các quan hệ đối ngoại của Malaysia. Datuk Seri Anifah Aman là bộ trưởng đương nhiệm, còn A. Kohilan Pillay Appu và Datuk Richard Riot Jaem là hai thứ trưởng.

## Sứ mạng, tầm nhìn và mục tiêu

### Sứ mạng
"Duy trì chủ quyền và toàn vẹn lãnh thổ Malaysia, thúc đẩy và bảo vệ quyền lợi của quốc gia và mở rộng các dịch vụ đạt hiệu suất và hiệu quả cho các bên liên quan và khách hàng của Bộ thông qua ngoại giao năng động và chủ động."

### Tầm nhìn
"Một dịch vụ liên quan đến nước ngoài có hiệu quả, góp phần hướng tới việc đạt được khát vọng của Malaysia."

### Mục tiêu
Bộ Ngoại giao hướng đến làm tròn các vai trò và chức năng như sau:
- Duy trì, thúc đẩy và bảo vệ chủ quyền toàn vẹn lãnh thổ và lợi ích của Malaysia;
- Theo dõi và phân tích những sự phát triển trên trường quốc tế;
- Xây dựng và tư vấn cho chính phủ về các lựa chọn trong chính sách đối ngoại;
- Truyền đạt lập trường chính sách đối ngoại của chính phủ;
- Hỗ trợ các bộ và các cơ quan khác trong các giao dịch quốc tế của họ;
- Hỗ trợ công dân Malaysia ở nước ngoài.[3]

## Lịch sử
Lịch sử hình thành Bộ Ngoại giao có từ trước khi Malaysia giành độc lập vào năm 1957. Một nhóm tiên phong gồm mười một nhà ngoại giao đã được đào tạo ở Vương quốc Liên hiệp Anh và Bắc Ireland và Úc để nhận nhiệm vụ lãnh đạo các phái đoàn ngoại giao ở nước ngoài. Từ nền móng này, Bộ Các vấn đề đối ngoại (MEA) - dựa trên mô hình Văn phòng Đối ngoại Anh (British Foreign Office) - đã ra đời vào năm 1956.
Lúc đầu, Malaysia có các phái đoàn ngoại giao ở Luân Đôn, Washington D.C., Canberra, New York, New Delhi, Jakarta và Bangkok. Năm 1963, Malaysia có mười bốn phái đoàn ngoại giao Malaysia ở nước ngoài.
Năm 1965, bộ máy ngoại giao của Malaysia trải qua lần cải tổ lớn đầu tiên. Năm 1966, Bộ Các vấn đề đối ngoại đổi tên thành Bộ Ngoại giao Malaysia và chuyển trụ sở từ Tòa nhà Sultan Abdul Samad Building đến Wisma Putra. Ngày nay, Malaysia có một trăm lẻ năm phái đoàn ngoại giao ở khắp nơi trên thế giới.